# Sant Pere de Queralt
Sant Pere de Queralt és una església de les Avellanes i Santa Linya (Noguera) inclosa a l'Inventari del Patrimoni Arquitectònic de Catalunya.
És al cim d'un esperó rocallós situat dins el barranc de Sant Pere, en un terreny de geologia molt similar a la del proper nucli alt-medieval de Montclús.

## Història
Aquesta església, dins del terme del castell de Queralt, parroquial o potser només sufragània, estigué vinculada al priorat de Santa Maria de Meià, si bé no formà part de la seva dotació inicial. L'any 1072 trobem el lloc esmentat en el testament d'Arnau Mir de Tost que deixava a la sefa filla Letgarda i al seu gendre Ponç Guerau I de Cabrera els castells de Queralt i el de Santa Linya. Posteriorment el castell passà a la família Meià, ja que l'any 1115 Guitard Guillem de Meià en el seu testament deixà al seu fill Arnau Guillem el castell de Queralt que després de la seva mort havia de passar a Santa Maria de Meià. Amb el castell hi degué passar l'església. En un capbreu de 1137 del monestir de Santa Maria de Meià hi consta que el monestir tenia l'església del castell de Queralt. No es confirma la condició de parròquia fins i tot no consta entre les parròquies dependents del monestir de Santa Maria de Meià, visitades el 1315 pel visitador del bisbat de Tarragona. De fet, ni Roig i Jalpí, que escrigué a mitjan segle xvii, no esmenta que hagués tingut aquesta categoria. Diu que el priorat de Meià tenia l'església de «San Pedro Apòstol en la quadra de Queralt».
Actualment l'església no té culte i es troba en mal estat de conservació.

## Arquitectura
Es tracta d'un edifici d'una sola nau, coberta amb volta de canó reforçada per un arc toral, i capçada a llevant per un absis semicircular precedit d'un estret arc presbiteral. Al tram de llevant de la nau s'obren dos arcosolis buidats al mur que pel que sembla fan les funcions d'arcs formers de reforç que suporten la volta; al seu interior s'obren sengles finestres d'una sola esqueixada. Al centre de l'absis s'obre una finestra de doble esqueixada i al mur de ponent n'hi ha una altra d'esqueixada recta. La porta, molt alterada i resolta originalment amb un arc de mig punt, s'obre a la façana sud. Al mur nord hi ha una altra obertura, que cal relacionar amb les condicions de l'assentament de l'església i la seva adaptació a l'orografia del lloc. Les façanes no tenen ornamentació. L'aparell, de carreuó escairat, mostra diferents fases constructives, més regular a llevant que a ponent. Aquest darrer té una disposició més irregular, amb juntes més buidades.
L'edifici s'inscriu dins una arquitectura que segueix l'estil llombard, però sense l'ornamentació típica, i es pot datar entre els segles xi i xii.